# Massandra
Massandra (ukrainisch Масандра; russisch Массандра) ist eine Siedlung städtischen Typs in der Autonomen Republik Krim unmittelbar angrenzend an Jalta an der subtropischen Südküste der Halbinsel Krim im Schwarzen Meer in der Ukraine. Der Ort Massandra entstand ursprünglich als eine griechische Siedlung. Heute gliedert er sich neben der namensgebenden Siedlung noch in die vier weiteren Widradne/Відрадне, Woschod/Восход, Nikita/Нікіта und Sowjetske/Совєтське.

## Jagdschloss

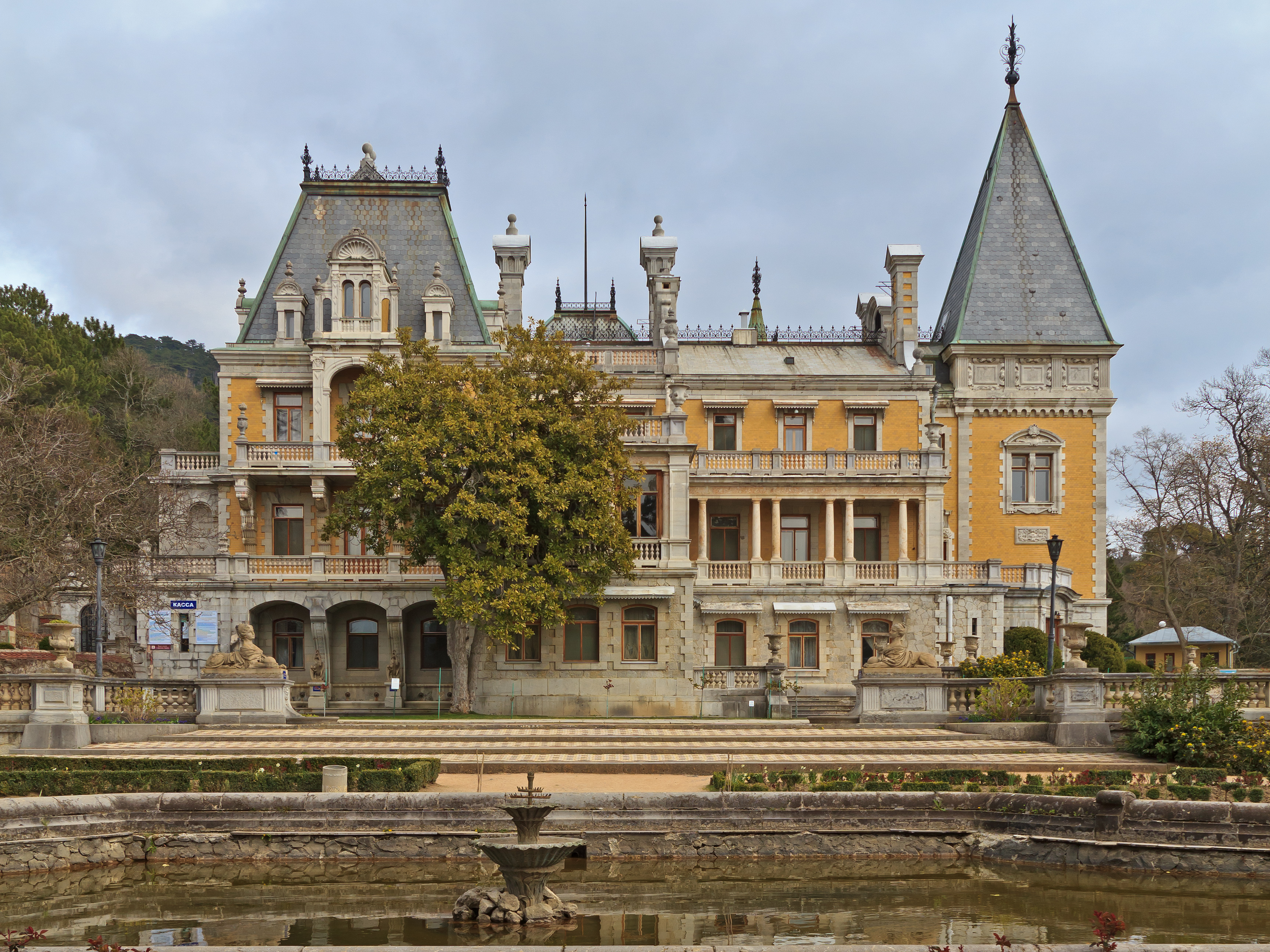
Frontansicht des Massandra-Palastes

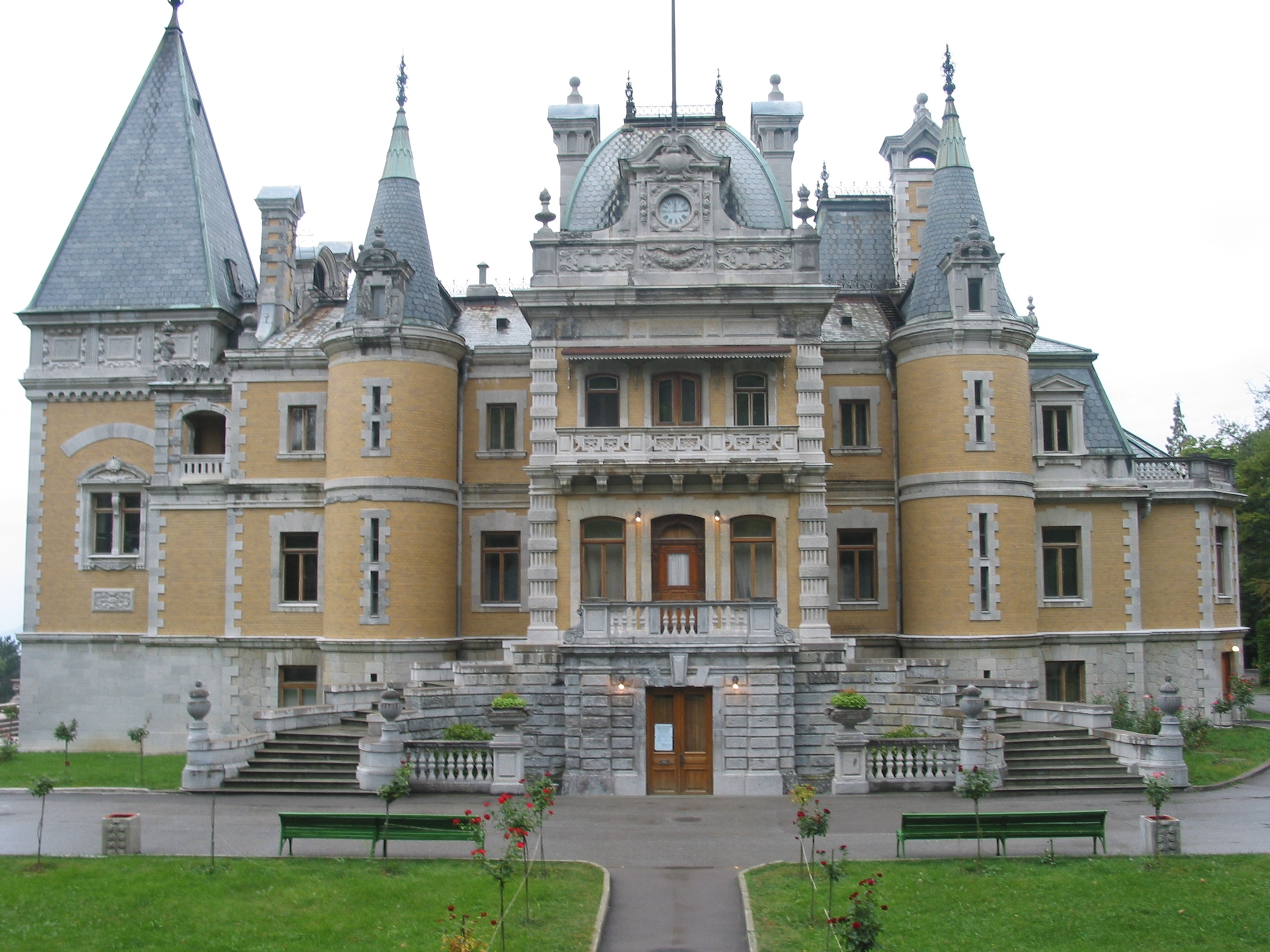
Rückansicht des Massandra-Palastes

1783 wurde Massandra von der Tochter des polnischen Adligen Lew Potocki erworben, welche dann in der ersten Hälfte des 19. Jahrhunderts mit der Anlage eines insgesamt 80 Hektar großen Parks und eines Schlosses begann. Später erwarb der Generalgouverneur von Neurussland das Anwesen und nach seinem Tod ging es in den Besitz von Zar Alexander III. über. Dieser ließ im oberen Teil des Anwesens ein dreistöckiges, phantasievoll gestaltetes Jagdschloss – den Massandra-Palast – im französischen Stil des 17. Jahrhunderts errichten. In der Sowjetzeit wurde das Schloss als streng bewachte Staatsdatscha des Zentralkomitees der KPdSU verwendet und Josef Stalin verbrachte hier seine Sommerferien. Seit dem Ende der Sowjetunion ist das Schloss zur Besichtigung freigegeben.

## Weinkellerei

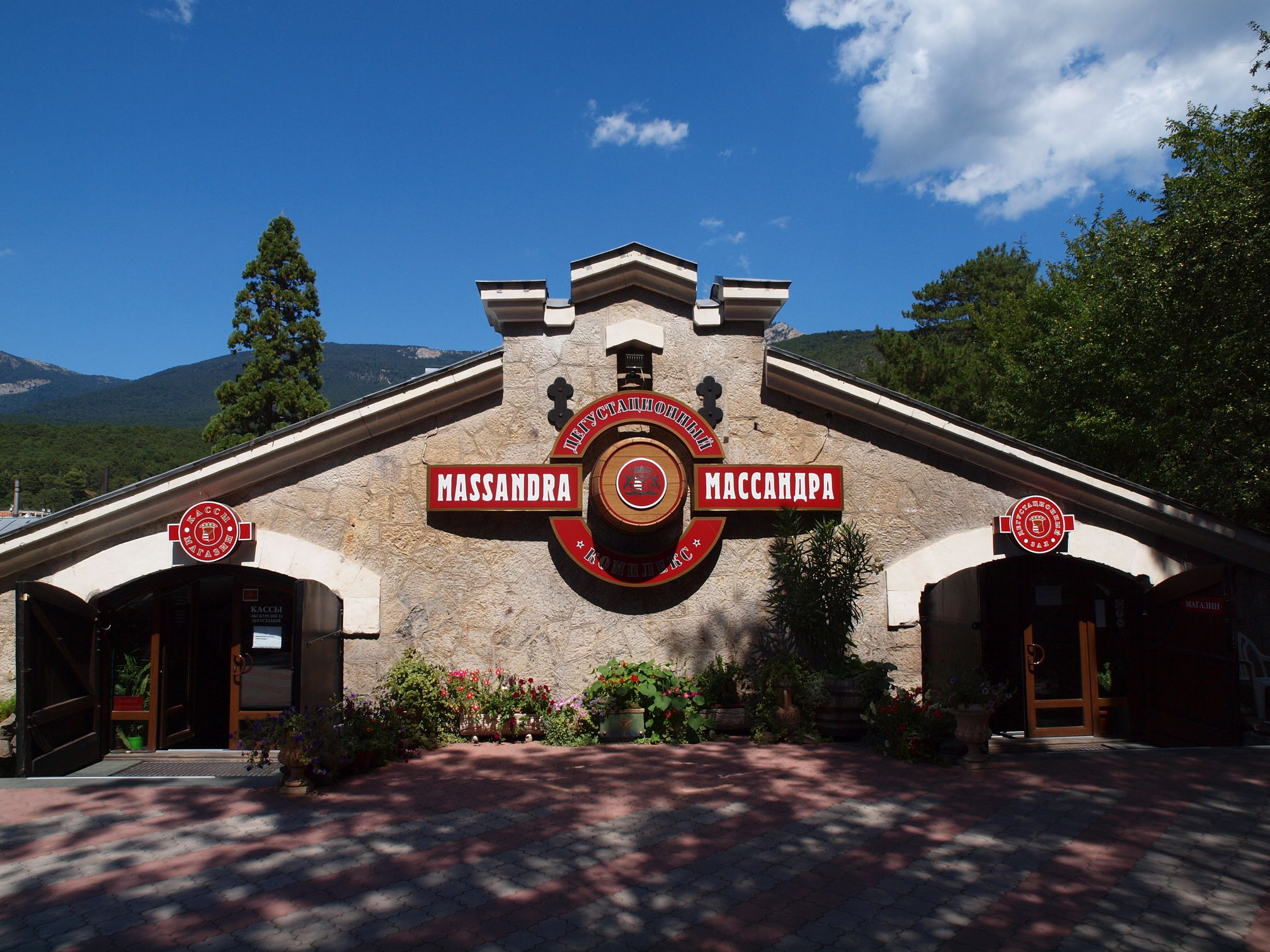
Weingut Massandra

Die Weinkellerei Massandra ist ein bekanntes staatliches Weingut. Mit den Trauben von rund 2.500 Hektar Rebfläche werden schwere, süßliche (bis 35 % Zuckergehalt) Rot- und Weißweine erzeugt. Das Weingut wurde im Jahre 1894 für den alleinigen Zweck erbaut, die Sommerresidenz Liwadija des damaligen und letzten russischen Zaren Nikolaus II. (1868–1918) mit Wein und Krimsekt zu versorgen.

## Verkehr
Massandra wird seit 1961 von der längsten Trolleybus-Linie der Welt bedient. Sie wird von der Gesellschaft Krymskyj trolejbus betrieben und verkehrt zwischen Simferopol, Aluschta und Jalta.

## Eponyme
1993 wurde der Asteroid (3298) Massandra nach dem Vorort benannt.

## Söhne und Töchter der Stadt
- Bolesław Cybis (1895–1957), polnisch-US-amerikanischer Maler, Bildhauer und Keramiker